# Цькування лева

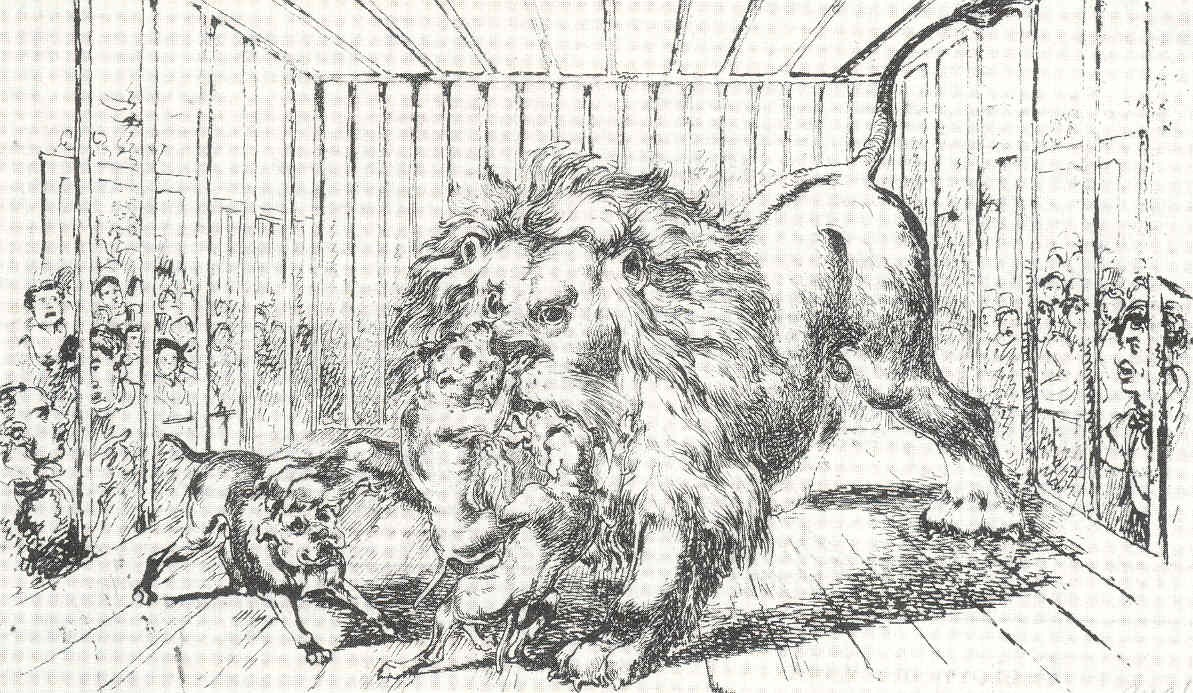
Наживка для левів у Ворвіку між Воллесом і собаками, Тінкер і Болл, приблизно 1827 рік.

Цькування лева — це кривавий вид спорту, який передбачає цькування собак проти лева.

## Античність

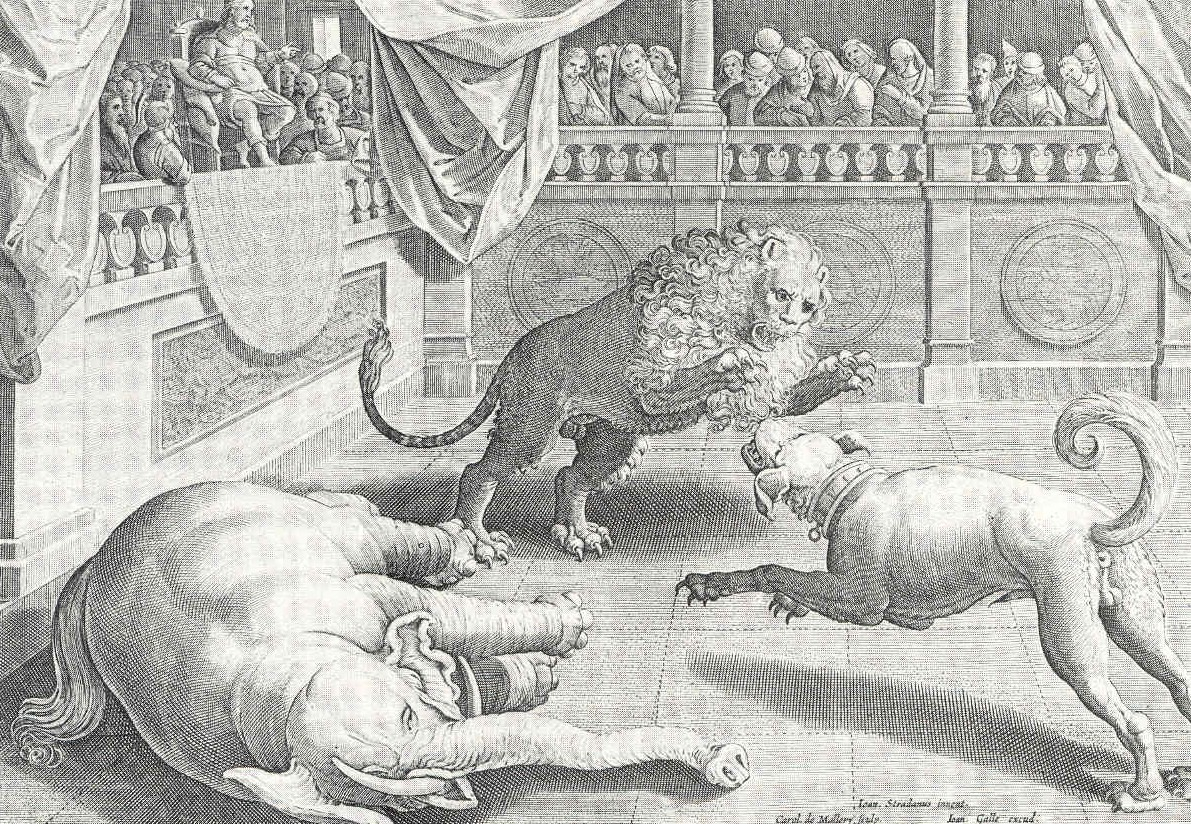
Александр Македонський

В античності є приклади, коли групи собак перемагають «царя звірів», лева. Грецька легенда описує щит Ахілла із зображенням боротьби його собак з двома левами. По-друге, є повідомлення про те, що Камбіз II з імперії Ахеменідів володів собакою, яка розпочала бійку з двома дорослими левами. По-третє, римський історик Клавдій Еліан повідомляє, що індійці показували Александру Великому могутніх собак, яких розводили для цькування левів. Звичайно, стародавні історики часто прикрашали і перебільшували свої історії, але вони вловлюють ідею боротьби собаки проти лева.

## Європа

### XVII століття
1610 року, під час правління англійського короля Якова I, вперше було зафіксовано практику цькування левів. Вистава була влаштована для розваги придворних. Король попросив Едварда Аллейна, господаря Ведмежого саду, придбати трьох найбільших і найхоробріших собак. Подія відбувалася так:
«Одну з собак, яку відправили в клітку першою, лев незабаром вивів з ладу, схопивши її за голову і шию, і протягнув через клітку. Другий собака, якого відправили туди, зазнав тієї ж долі. Однак третій, який прийшов на допомогу, негайно схопив лева за нижню щелепу і міцно тримав її протягом тривалого часу, поки, важко поранений левовими кігтями, не був змушений послабити хватку. Сам лев був поранений в сутичці і не бажав продовжувати боротьбу. Раптовим могутнім стрибком перестрибнувши через собак, він втік у своє лігво. Двоє собак померли невдовзі після сутички від отриманих травм. Останній, однак, вижив у цій чудовій битві, і його з великою турботою виходжував син короля, Генрі Фредерік, Принц Уельський, щоб повернути йому здоров'я. Принц Генрі заявив: „Він бився з королем диких звірів і більше ніколи не повинен битися з ницими істотами!“. Таким чином, собака забезпечив собі безпечне життя при англійському королівському дворі».

### XVIII століття
У 1790 році The Times повідомила про цькування левів у Відні так:
«Влітку 1790 року у Віденському амфітеатрі відбувся левовий бій, який був чи не останнім дозволеним у столиці. Віденський амфітеатр займав площу від вісімдесяти до ста футів у діаметрі. Нижню частину споруди складали лігва різних тварин. Над цими лігвами, на висоті близько десяти футів від землі, знаходилися перші і головні місця для глядачів, над якими розташовувалися галереї. Під час вистави відкривали лігво, з якого вільно і безперешкодно виходив величний лев, а невдовзі з іншого лігва в цирк впускали лань. Олениця миттєво кинулася навтьоки, переслідувана левом, але швидкі й несподівані повороти першої постійно заважали її переслідувачеві. Після того, як ця безрезультатна гонитва тривала кілька хвилин, були відчинені двері, через які лань втекла, і в цей час ввели п'ять або шість великих і лютих угорських мастифів. Лев у момент їхнього входу неквапливо повертався до свого лігва, двері якого стояли відчиненими. Собаки, які увійшли позаду нього, полетіли до нього з надзвичайною люттю, змушуючи амфітеатр дзвеніти від їхнього гавкоту. Коли вони наблизилися до лева, благородна тварина зупинилася і навмисно повернулася до них. Собаки миттєво відступили на кілька кроків, посилюючи гавкіт, а лев повільно відновив свій рух до лігва. Собаки знову наблизилися, лев повернув голову, його супротивники зупинилися, і так тривало до тих пір, поки, наблизившись до лігва, собаки не розділилися і не підійшли до нього з різних боків. Тоді лев швидко розвернувся, наче той, чиє гідне терпіння не могло більше терпіти переслідувань і нахабства. Собаки побігли геть, ніби інстинктивно відчуваючи силу гніву, який вони накликали на себе. Однак одного нещасного пса, який підійшов надто близько, щоби втекти, раптом схопила лапа лева, і пронизливі крики, які він здійняв, змусили його товаришів відступити до дверей входу на протилежному боці майданчика, де вони стояли в ряд, гавкаючи і волаючи в унісон зі своїм нещасним товаришем. Затримавши на короткий час в'язня, який боровся і кричав, лев вчепився в нього передніми лапами і пащею. Боротьба страждальця ставала все слабшою і слабшою, поки нарешті він не став абсолютно нерухомим. Ми всі вирішили, що він помер. У цій застиглій позі виконавчого судді лев залишався щонайменше десять хвилин, а потім велично піднявся, повільним кроком увійшов до свого лігва і зник. Очевидний труп продовжував лежати нерухомо ще кілька хвилин; нарешті собака, на свій подив і подив усього амфітеатру, виявився живим, підвівся, притиснувши ніс до землі, хвіст між задніми лапами, притиснувши живіт, і, як тільки переконався в своєму існуванні, довгою риссю побіг до дверей, через які втік разом зі своїми більш щасливими супутниками».
У «Зоологічних анекдотах» Дж. Марча, близько 1845 року, міститься така історія про друге цькування лева, яка сталася у Відні в 1791 році:
«Останніми роками правдивість розповідей, які так довго існували, про великодушну вдачу лева, була поставлена під сумнів. Деякі мандрівники у своїх розповідях про Азію та Африку описують його як більш хижого і кровожерливого, ніж вважалося раніше, хоча мало хто з них мав можливість зробити його особливим об'єктом своєї уваги. Обставини, які нещодавно сталися у Відні, здається, підтверджують більш давні свідчення. У 1791 році, коли в цьому місті ще існував звичай притравлювати диких звірів, був запланований поєдинок між левом і кількома великими собаками. Як тільки з'явився благородний звір, на нього спустили чотирьох великих бульдогів, три з яких, однак, як тільки наблизилися до нього, злякалися і кинулися навтьоки. Лише одному вистачило мужності залишитися і напасти на нього. Лев же, не підводячись із землі, на якій той лежав, одним ударом лапи показав йому, наскільки він переважає його силою, бо собака вмить нерухомо розтягнувся на землі. Лев притягнув його до себе і поклав на нього свої передні лапи так, що було видно лише невелику частину його тіла. Всі подумали, що собака мертвий, і що лев зараз підніметься і зжере його. Але вони помилялися. Пес почав ворушитися і намагався звільнитися, і лев дозволив йому це зробити. Здавалося, що він лише попередив його, щоб той більше не заважав йому, але коли пес спробував втекти, і вже перебіг половину вольєра, лев, здавалося, розпалився і розлютився. Він зірвався з місця і двома стрибками дістався до втікача, який саме дійшов до огорожі і скиглив, щоб йому відчинили, щоб він зміг втекти. Втікаюча тварина викликала до дії інстинктивну схильність лісового монарха: беззахисний ворог викликав у нього жалість; великодушний лев відступив на кілька кроків назад і спокійно дивився далі, поки маленькі дверцята відчинилися, щоб випустити собаку з вольєра. Цей недвозначний прояв великодушності зворушив кожного глядача. Аплодисменти пролунали по всій аудиторії, яка отримала задоволення від побаченого, що набагато перевершило їхні очікування. Можливо, що африканський лев, коли під впливом голоду виходить на пошуки здобичі, не так часто виявляє таку великодушну вдачу, бо в цьому випадку він змушений задовольняти природні потреби; але коли його апетит вгамований, він ніколи не шукає здобичі і не вбиває, щоб задовольнити свою кровожерливу вдачу».

### ХІХ століття
У 1825 році відбулися ще два бої левів, організовані промоутером на ім'я Джордж Вомбвелл, який мандрував Англією зі своєю колекцією диких тварин у клітках. Бійки були організовані у співпраці з торговцями собаками Беном Вайтом і Біллом Джорджем. Площа клітки — п'ятнадцять квадратних футів, десять футів заввишки, а підлога — шість футів над землею. Старі залізні решітки були достатньо широкі, щоб собака могла зайти або втекти. Перша приманка включала лева на ім'я «Неро», а друга — лева на ім'я «Воллес».
The Morning Herald від 26 липня 1825 року подав такий звіт:
Пересувний фургон лева під'їхав до бойової клітки так близько, що двері можна було відчинити з однієї в іншу; і доглядач, Вомбвелл, зайшов до пересувного фургона, в якому вже деякий час перебувала інша людина з левом, і тварина пішла за ним до клітки так само покірно, як ньюфаундлендський собака. Вся поведінка звіра була настільки спокійною і благородною, що при першій його появі виникли великі сумніви, чи буде він взагалі намагатися битися. У той час як натовп кричав, а собаки гавкали внизу, він ходив по клітці з найдосконалішим спокоєм, анітрохи не розлючений і навіть не збуджений.
Тим часом Вомбвелл вийшов з клітки, і собаки були «готові». Це були староанглійський бульдог палевого кольору, коричневий з білими лапами і третій коричневий, в середньому вагою близько сорока фунтів кожна, описані в друкованих газетах, які розповсюджувалися під іменами «Капітан», «Тигр» і «Турок». Коли собак на хвилину потримали на ковзанах, по яких вони вибігли з землі на сцену, лев присів на живіт, щоб прийняти їх; але з такою досконалою відсутністю чогось схожого на лютість, він ясно показав, що ідея битися або заподіяти шкоду будь-якій живій істоті ніколи не приходила йому в голову.
При першому ж наскоку собак, якого лев, очевидно, не очікував і зовсім не знав, як його зустріти, вони всі кинулися на нього, але були схоплені лише за підгруддя і гриву. Єдиним зусиллям він струснув їх, не намагаючись відповісти атакою на атаку. Він кидався з боку в бік клітки, намагаючись вирватися, але наступної миті нападники знову були на ньому, і коричневий пес, Турок, схопив його за ніс, а два інших вчепилися в м'ясисту частину губ і підщелепу. Лев тоді страшенно заревів, але, очевидно, лише від болю, якого зазнав, а зовсім не від злості. Коли собаки повисли на його горлі і голові, він з усієї сили відкинув їх лапами, і, роблячи це і котячись по них, завдав їм чималої шкоди; але найцікавішим фактом було те, що він жодного разу не вкусив і не спробував вкусити за весь час змагання, і, здавалося, не мав жодного бажання помститися за покарання, яке було йому завдано.
Наприклад, коли його вперше «притиснули», собаки висіли на ньому більше хвилини, і їх тягли, тримаючи за ніс і губи, кілька разів по кільцю. Через деякий час, страшенно ревучи, він розірвав їх кігтями, добряче покалічивши при цьому двох, але все ж таки не намагаючись після цього перейти в наступ. Після приблизно п'яти хвилин боротьби, собаку палевого кольору забрали, кульгавого і, очевидно, дуже засмученого, а двоє, що залишилися, продовжували бій наодинці, лев все ще працював тільки лапами, ніби прагнучи позбавити себе від тортур, природу яких він не дуже добре розумів. Ще через дві-три хвилини другий пес, Тигр, страшенно покалічений, виповз із бою; не виповз і коричневий пес Турок, який був найлегшим із трьох, але мав неабияку хоробрість і продовжував битися сам.
Відбулася найдивовижніша сцена; собака, що залишився сам на сам з твариною, яка у двадцять разів перевищувала його вагу, продовжував боротьбу з невгамовною люттю і, хоча весь стікав кров'ю від левових пазурів, схопив його за ніс щонайменше півдюжини разів; Нарешті, вивільнившись відчайдушним зусиллям, лев кинувся на пса всією своєю вагою і тримав його між передніми лапами понад хвилину, за цей час він міг би сто разів відкусити йому голову, але не зробив ані найменшого зусилля, щоб заподіяти йому шкоду. Бідолаху Турка забрали собаківники, він був тяжко понівечений, але все ще живий і схопив лева щонайменше в двадцятий раз, в ту саму мить, коли його випустили з-під нього.
Другий раунд змагань був лише повторенням першого. Однак, оскільки друга група собак була важчою за першу, а лев більш виснаженим, змагання стало одностороннім. Неро, з носа і голови якого текла кров, не зміг втриматися на ногах і послизнувся на мокрих дошках. Собаки, всі три, схопили його; лев намагався звільнитися від них, як і раніше, використовуючи пішака і не думаючи битися, але не з тим же успіхом. Він впав і виявив ознаки слабкості, після чого собак забрали. Таке закінчення, однак, не сподобалося натовпу, який голосно вигукував, що собак не били.
Настала деяка плутанина, після чого знову ввели собак і знову схопили лева, який на той час, окрім вільної кровотечі з голови, схоже, поранив одну з передніх лап. Нерон швидко слабшав, містер Вомбвелл оголосив, що він віддає частину лева, і виставка була оголошена завершеною. Перший раунд тривав одинадцять хвилин, другий - менше п'яти. Від початку і до кінця змагання лев був лише страждальцем; він жодного разу не завдав удару в гніві.— The Morning Herald, 26 липня 1825

#### Воллес
Того ж тижня Вомбвелл подав на приманку ще одного зі своїх левів, і цей матч виявився зовсім іншою пропозицією для собак. Газета «Таймс» так описала цей бій:
"Незважаючи на обурення громадськості, яке супроводжувало виставляння лева Неро проти шести собак, Вомбвелл дотримав свого слова перед любителями жорстоких видів спорту, провівши другу виставу. Він виставив свого Воллеса, прекрасного лева, який народився в Шотландії, проти шести найкращих собак, яких тільки можна було знайти. Характер Воллеса - повна протилежність характеру лагідного Нерона. Він дуже рідко підпускає до себе навіть своїх годувальників, і незабаром показує, що не може змиритися зі знайомством з будь-якою істотою, яка не належить до його виду. Близько восьмої години на фабричному подвір'ї зібралося чимало людей, по 5 фунтів на людину, і незабаром почалася битва. Лева вивели з лігва на ту саму арену, на якій бився Нерон. Поєдинок був першим. Три пари собак, які повинні були бути нацьковані на нього, по дві за раз. Двадцять хвилин або більше, як судді вважатимуть за потрібне, повинні бути дозволені між кожною атакою. Собаки повинні бути передані до клітки лише один раз. Тінкер, Болл, Біллі, Свіп, Терпін, Тайгер.
У першому раунді Тінкера і Болла випустили на волю, і вони обоє галантно атакували; лев чекав на них, ніби знаючи про наближення своїх ворогів. Він показав себе лісовим левом і бився, як справжній лев. Він ляснув лапою бідолашного Болла, взяв Тінкера в зуби і навмисне ходив з ним по сцені, як кіт з мишею. Болл, звільнившись від лапи, працював, як міг, але Воллес раз у раз давав йому легке покарання у вигляді стусана. Врешті-решт він скинув Тінкера, і бідолашна тварина щосили поповзла зі сцени. Тоді лев схопив Болла за пащу і почав грати з ним у ту саму гру, наче його справді навчили. Болл був би майже з'їдений, але другий лев вхопився за нього через ґрати і відтягнув його геть. Лондонський Терпін і ліверпульський Свір провели чудову атаку, але минуло три-чотири хвилини, перш ніж винахідливість їхніх секундантів змогла змусити їх продовжити гру. Воллес присів навпочіпки і випростався на схилі, де собаки залізли на сцену, так, ніби думав, що вони не наважаться наблизитися. Собаки, коли їх нацькували, галантно билися, але обидва були переможені менш ніж за хвилину після нападу. Лондонський пес утік, як тільки зміг вирватися з лев'ячих лап, а Свіп був би вбитий на місці, але його відпустили. Веджбері відв'язав Біллі і Тигра, кинувши найжалісливіший погляд на поранених собак навколо себе. Обидва взялися до роботи. Воллес схопив Біллі за крижі, і коли він тряс його, а Тайгер втік, Веджбері вигукнув: «Ось, бачиш, як ти обдурив мене, щоб убити найкращого пса в Англії». Біллі, однак, врятувався; його протягли через перила, отримавши рану в попереку, яка (якщо він взагалі одужає), ймовірно, зробить його непридатним для участі в будь-яких майбутніх змаганнях. Перемогу, звичайно ж, оголосили на користь лева. Кілька гарно вбраних жінок спостерігали за змаганням з верхньої квартири фабрики.— The Times
Воллес був першим африканським левом, вирощеним у Великій Британії, він народився в Единбурзі 1812 року. Ймовірно, його назвали на честь шотландського бійця Вільяма Воллеса. Він помер у 1838 році, а його опудало помістили в музей Сафрон Волден, Ессекс. Коли в 1930 році Маріот Едгар написав свій гумористичний монолог «Лев і Альберт», він назвав лева «Воллесом».

### Обурення
Громадськість була обурена популяризацією таких видовищ цькування, і це питання було піднято в парламенті Сполученого Королівства. Наживки для левів Вомбвелла були останніми, влаштованими у Сполученому Королівстві.

## Подальше читання
- Fleig, D. (1996), History of Fighting Dogs, TFH. Publications, с. 48—52, ISBN 0-7938-0498-1